# Distretto di Yauca del Rosario
Il distretto di Yauca del Rosario è uno dei quattordici distretti della provincia di Ica, in Perù. Si trova nella regione di Ica e si estende su una superficie di 1.289,10  chilometri quadrati.